# کازوکی اوتا
کازوکی اوتا (انگلیسی: Kazuki Ota؛ زادهٔ ۲۷ ژانویهٔ ۱۹۹۳) بازیکن فوتبال اهل ژاپن است.